# 西部の人
『西部の人』（せいぶのひと、Man of the West）は、1958年のアメリカ合衆国の西部劇映画。アンソニー・マン監督、ゲイリー・クーパー主演。

## あらすじ
1874年、ある汽車の車中で、リンク・ジョーンズという背の高い男に目を付けた詐欺師のサムが、住む町の代表として学校教師を迎えに行くという彼から金をまきあげようと、車中にいた女歌手のビリーを紹介したが、かわされる。
汽車が燃料を積むため山間に停車した時、突然3人組の賊が襲撃してきた。その騒ぎの中で、リンクとサムとビリーは置き去りにされてしまった。
途方に暮れた2人をリンクはとある廃屋に連れていった。そこには先程汽車を襲った賊たちがいたが、賊のボスのドックはリンクの顔を見て驚いた。実はリンクはドックの甥で、昔一味の中で鳴らしていたが、20年前に足を洗った男だったのだ。
3人は虜われの身となってしまい、リンクは一味の銀行襲撃に加勢させられる。リンクは他の2人を守るために、再び一味に加わる風を装いながら、反撃の機会をうかがう。

## キャスト
| 役名               | 俳優                 | 日本語吹替                                     |
| 役名               | 俳優                 | NET版                                          |
| ------------------ | -------------------- | ---------------------------------------------- |
| リンク・ジョーンズ | ゲイリー・クーパー   | 黒沢良                                         |
| ビリー・エリス     | ジュリー・ロンドン   | 公卿圭子                                       |
| ドック・トービン   | リー・J・コッブ      | 早野寿郎                                       |
| サム・ビースリー   | アーサー・オコンネル | 勝田久                                         |
| コーリー           | ジャック・ロード     | 内海賢二                                       |
| クロード           | ジョン・デナー       |                                                |
| トラウト           | ロイヤル・ダノ       |                                                |
| ポンチ             | ロバート・ウィルク   |                                                |
| 不明 その他        | N/A                  | 大木民夫 上田敏也 小林清志 北村弘一 松村彦次郎 |
| 日本語版スタッフ   |                      |                                                |
| 演出               | 演出                 | 春日正伸                                       |
| 翻訳               | 翻訳                 | 山田小枝子                                     |
| 効果               | 効果                 | 赤塚不二男                                     |
| 制作               | 制作                 | 東北新社                                       |
| 解説               | 解説                 | 淀川長治                                       |
| 初回放送           | 初回放送             | 1967年10月28日 『日曜洋画劇場』                |